# Apareiodon affinis
Apareiodon affinis är en fiskart som först beskrevs av Steindachner, 1879.  Apareiodon affinis ingår i släktet Apareiodon och familjen Parodontidae. Inga underarter finns listade i Catalogue of Life.

## Bildgalleri

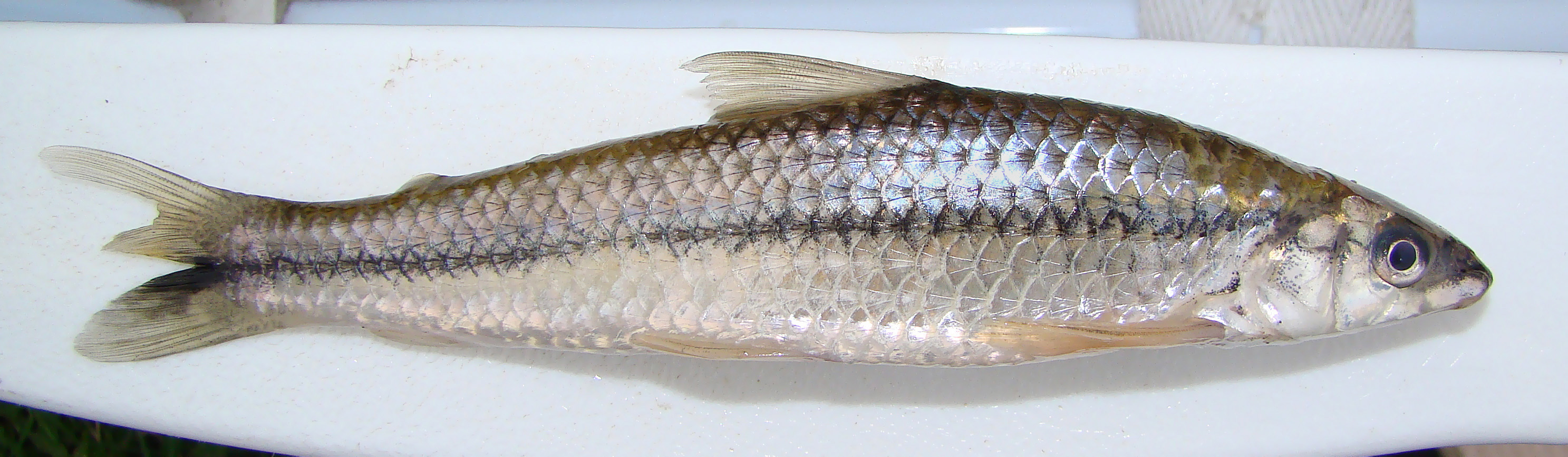